# Buddhafield
Buddhafield es una secta en Estados Unidos liderada por Jaime Gómez. Comenzó en la década de 1980 en Hollywood y continúa hoy en Hawái, a menudo reclutando a través de estudios de yoga. Algunos exmiembros han descrito el grupo como una secta.

## Historia
El líder de Buddhafield es Jaime Gómez, un venezolanoestadounidense conocido como Michel, Andreas, The Teacher o Reyji. Era característica su apariencia física de llevar sólo un traje de baño y delineador de ojos.

### Creencias
Buddhafield abraza en gran medida las ideas de la Nueva era. Jaime Gómez se considera Dios y anima a sus seguidores a pensar en sí mismos como Dios también. Buddhafield usa la palabra sánscrita sakti (que significa «poder») para la supuesta transferencia de poder de Gómez a sus seguidores usando su dedo. Gómez también cita el Bhagavad Gita como fuente. Gómez exigió a sus seguidores que permanecieran célibes, a pesar de que supuestamente tuvo relaciones sexuales con varios de ellos. También se prohibió el uso de drogas y alcohol mientras estuvieran en el grupo.
Los seguidores de Buddhafield cambian de nombre mientras están en el grupo. El director de Holy Hell, Will Allen, explicó que «muchos de los principios de Oriente versus Occidente que estábamos aplicando (entregarse al gurú, abandonar el ego, quitarse los zapatos antes de entrar a una habitación y dejar el mundo atrás) no lo consideramos como algo que nos da poder, lo consideramos como algo empoderante». Prácticas de ballet de tres a cinco horas dos o tres días a la semana eran a menudo parte de las actividades del grupo, y los miembros incluso faltaban a sus trabajos para practicar.   La actuación resultante nunca fue mostrada a nadie fuera de Buddhafield.

### Cambios posteriores a Waco
Gómez expresó sus ansiedades a su entonces seguidor Will Allen después del asedio de Waco. Allen señaló este como el momento en que comenzó la paranoia de Gómez. Gómez dejó a sus seguidores durante seis meses para buscar una nueva ubicación para el grupo. Gómez también comenzó a someterse a una cantidad cada vez mayor de cirugía plástica en esta época, además de recomendar a sus seguidoras que se sometieran a procedimientos similares.  Gómez también intentó que sus seguidores le informaran sobre transgresiones percibidas entre ellos. Impidió que una seguidora viera a su padre antes de que muriera y alentó a otra a abortar, alegando razones religiosas.

## Acusaciones de control mental y abuso sexual
Se han hecho muchas acusaciones contra Jaime Gómez, entre las que destaca abuso sexual de sus seguidores masculinos. Sus víctimas han dicho que utilizaron en su contra sus confesiones en sus sesiones semanales de hipnoterapia.  Gómez también utilizó la crisis del sida para infundir miedo en sus seguidores masculinos homosexuales y asustarlos para que se quedaran.
Exmiembros como Chris Johnston, Julian Goldstein, Radhia Gleis y Alessandra Burenin afirman que Jaime Gómez les lavó el cerebro. Allen y otros exmiembros de Buddhafield afirmaron que no se les permitió obtener información de fuentes externas, y Gómez se enojó porque un miembro compró un televisor. 
Gómez rechazó a esos exseguidores y negó las acusaciones.

## Holy Hell
El documental Holy Hell dirigido por Will Allen, un cineasta que participó en Buddhafield, fue realizado con entrevistas a otros participantes, y las consecuencias que tuvieron para ellos. Fue producido por Jared Leto.
Jaime Gómez presuntamente envió seguidores a las proyecciones de debut de Holy Hell en el Festival de Cine de Sundance para «amenazar físicamente» a los exseguidores que aparecen en la película. Uno de los guardaespaldas de Gómez presuntamente amenazó a un miembro del elenco después de Sundance.
La declaración oficial de Gómez fue la siguiente:

Es desgarrador ver cómo se ha reescrito la historia. Holy Hell no es un documental, más bien es una obra de ficción diseñada para crear drama, miedo y persecución; eso es lo que vende. Me entristece este intento de oscurecer el mensaje de amor universal y despertar espiritual. Es devastador ver a estos amigos, que alguna vez estuvieron tan llenos de amor por el mundo, enojarse tanto. Les deseo lo mejor y los tengo a cada uno cerca de mi corazón. Si alguna de mis acciones fue un catalizador de su falta de armonía, lo siento mucho. Que todos los seres encuentren la paz, Michel.

Algunos participantes fueron entrevistados también en la serie de Netflix How to Become a Cult Leader (temporada 1, episodio 3 titulado Reform Their Minds).